# Larry Reinhardt
Larry Reinhardt, detto Rhino (7 luglio 1948 – 2 gennaio 2012), è stato un chitarrista statunitense.
Ha fatto parte di due importanti gruppi rock, militando negli Iron Butterfly (dal 1969 al 1971, in periodi non consecutivi dal 1978 al 1984 e poi dal 1989 al 1993) e nei Captain Beyond (in periodi non consecutivi dal 1971 al 1978 e dal 1998 al 2003). Ha collaborato con Bobby Womack nell'album Lookin' for a Love Again (1974) e ha anche all'attivo due dischi da solista.

## Discografia parziale
Iron Butterfly
- 1970 - Metamorphosis
- 1971 - Evolution: The Best of Iron Butterfly
- 1993 - Light & Heavy: The Best of Iron Butterfly

Captain Beyond
- 1972 - Captain Beyond
- 1973 - Sufficiently Breathless
- 1977 - Dawn Explosion
- 2002 - Far Beyond a Distant Sun - Live Arlington, Texas

Solista
- 2009 - Rhino's Last Dance
- 2011 - Rhino and the Posse, Back in the Day